# Heteronyx subglaber
Heteronyx subglaber är en skalbaggsart som beskrevs av Macleay 1888. Heteronyx subglaber ingår i släktet Heteronyx och familjen Melolonthidae. Inga underarter finns listade i Catalogue of Life.